# 大竹秀義
大竹 秀義（おおたけ ひでよし、1988年7月26日 - ）は、埼玉県久喜市出身の元プロ野球選手（投手）。右投右打。NPBでは育成選手であった。

## 経歴

### プロ入り前
春日部共栄高等学校時代は2年の夏に第87回全国高等学校野球選手権大会に出場。高校卒業後は國學院大學に進学。

### 独立リーグ時代
國學院大では登板のないまま、2年の冬にベースボール・チャレンジ・リーグのトライアウトを受験。2008年のBCリーグドラフトで信濃グランセローズから指名され入団。
2009年は30試合に登板し1勝3敗1セーブ、防御率3.89だった。
2010年は右肘の手術を行い治療に専念するため、4月9日に任意引退が発表された。
2011年1月に練習生契約で信濃に復帰し、7月29日に信濃と「秀義」の登録名で再契約した。この年は3試合の登板にとどまった。
2012年は34試合に登板し0勝1敗、防御率3.14だった。オフの10月17日に富山サンダーバーズへ移籍した。
2013年は46試合に登板し1勝5敗17セーブ、防御率2.23だった。
2014年1月8日にボストン・レッドソックスのマイナーキャンプに招待されたが、同年3月12日に戦力外通告を受けた。

### 独立リーグ復帰
2014年3月24日に富山サンダーバーズへの復帰が発表された。同年10月24日、任意引退を理由に退団することが発表された。
2015年はアメリカの独立リーグであるフロンティアリーグのシャンバーグ・ブーマーズでプレーしていたが、9月11日にベースボール・チャレンジ・リーグの臨時分配ドラフトにおいて武蔵ヒートベアーズから指名され、入団。

### 巨人時代
2015年10月22日に行われたプロ野球ドラフト会議において、育成ドラフト5巡目で読売ジャイアンツから指名を受けた。11月16日に支度金300万、年俸240万で仮契約した。今ドラフトで選ばれた、新人選手116人の中の最年長選手で昭和生まれも大竹ただ一人だった。
2017年10月31日、自由契約公示された。
2018年1月1日付けで打撃投手になることが発表された。

## 詳細情報

### 年度別投手成績
- 一軍公式戦出場なし

### 独立リーグでの投手成績
BCリーグ
| 年 度     | 球 団     | 登 板 | 勝 利 | 敗 戦 | セ 丨 ブ | 完 投 | 勝 率 | 投 球 回 | 打 者 | 被 安 打 | 被 本 塁 打 | 奪 三 振 | 与 四 球 | 与 死 球 | 失 点 | 自 責 点 | 暴 投 | ボ 丨 ク | 失 策 | 防 御 率 | W H I P |
| --------- | --------- | ----- | ----- | ----- | -------- | ----- | ----- | -------- | ----- | -------- | ----------- | -------- | -------- | -------- | ----- | -------- | ----- | -------- | ----- | -------- | ------- |
| 2009      | 信濃      | 30    | 1     | 3     | 1        | 0     | .250  | 39.1     | 175   | 43       | 2           | 32       | 10       | 5        | 25    | 17       | 2     | 1        | 1     | 3.89     | 1.36    |
| 2011      | 信濃      | 3     | 0     | 0     | 0        | 0     | ----  | 3.0      | 14    | 2        | 0           | 2        | 3        | 1        | 2     | 2        | 2     | 0        | 0     | 6.00     | 1.67    |
| 2012      | 信濃      | 34    | 0     | 1     | 0        | 0     | .000  | 28.2     | 124   | 32       | 0           | 22       | 13       | 2        | 15    | 10       | 7     | 0        | 0     | 3.14     | 1.60    |
| 2013      | 富山      | 46    | 1     | 5     | 17       | 0     | .167  | 44.1     | 188   | 34       | 2           | 47       | 16       | 3        | 14    | 11       | 7     | 0        | 1     | 2.23     | 1.13    |
| 2014      | 富山      | 38    | 3     | 6     | 12       | 0     | .333  | 39.0     | 170   | 38       | 4           | 27       | 17       | 1        | 25    | 21       | 4     | 0        | 0     | 4.85     | 1.41    |
| 2015      | 武蔵      | 4     | 0     | 1     | 0        | 0     | .000  | 4.0      | 24    | 9        | 0           | 5        | 4        | 0        | 6     | 6        | 0     | 0        | 0     | 13.50    | 3.25    |
| 通算：6年 | 通算：6年 | 155   | 5     | 16    | 30       | 0     | .238  | 158.1    | 695   | 158      | 8           | 135      | 63       | 12       | 87    | 67       | 22    | 1        | 2     | 3.81     | 1.40    |

- 各年度の太字はリーグ最高

### 背番号
- 13 （2009年、2011年 - 2012年）
- 14 （2013年、2014年）
- 18 （2015年途中 - 同年終了）
- 019 （2016年 - 2017年）
- 204 （2018年 - ）※打撃投手

### 登録名
- 大竹 秀義 （おおたけ ひでよし、2009年、2013年 - 2017年）
- 秀義 （ひでよし、2011年 - 2012年）